# Abbazia di San Nicolò del Boschetto
L'abbazia di San Nicolò del Boschetto, più conosciuta semplicemente come badia del Boschetto, è un edificio religioso nel quartiere genovese di Cornigliano; il complesso, costituito dal monastero e dalla chiesa, oggi affidata ai sacerdoti orionini, è situato nella bassa val Polcevera, al confine tra i quartieri di Cornigliano e Rivarolo, sulla sponda destra del torrente, alle prime pendici del colle di Coronata.
L'antica abbazia è oggi compresa nella giurisdizione della parrocchia di S. Maria e S. Michele Arcangelo di Coronata e fa quindi parte del vicariato di Cornigliano dell'arcidiocesi di Genova.
Il complesso, costruito nel XV secolo, è così denominato per la fitta vegetazione che un tempo lo circondava, in parte è ancora presente verso monte, nonostante la zona, un tempo agricola, abbia assistito nei primi decenni del Novecento a un grande sviluppo industriale: oggi l'abbazia si affaccia sul sottostante corso Ferdinando Maria Perrone, che corre ai piedi della collina di Coronata lungo il perimetro dello stabilimento di Ansaldo Energia.

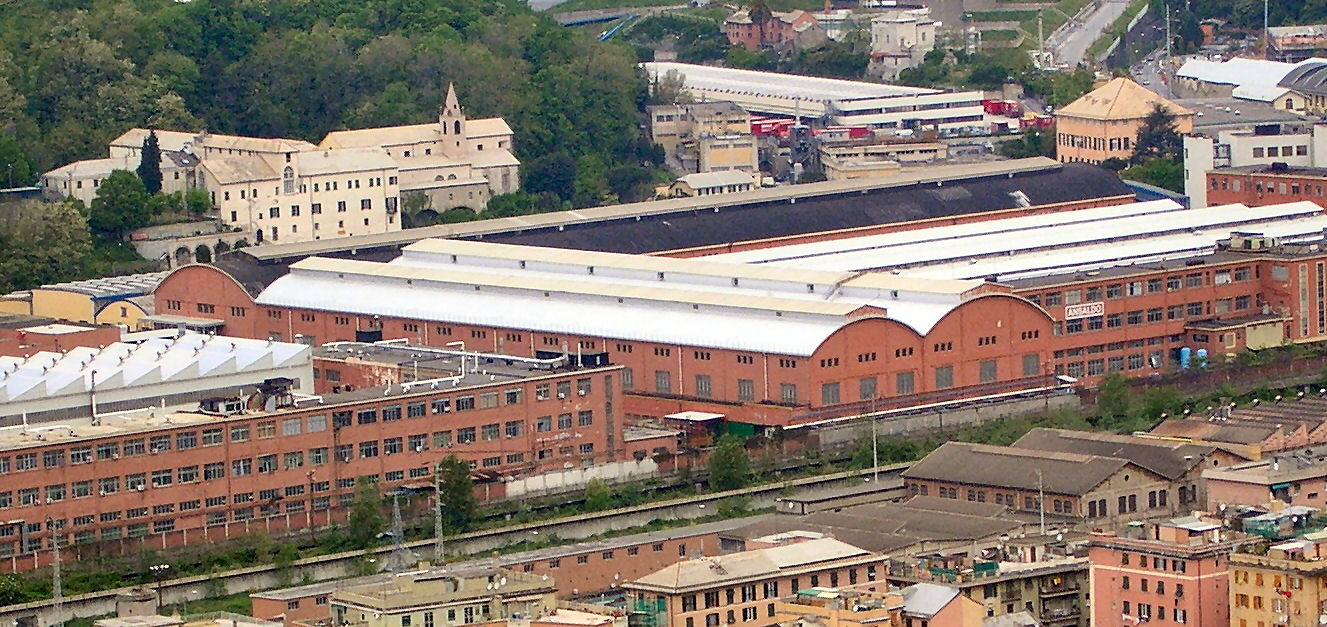
L'abbazia del Boschetto e lo stabilimento Ansaldo (sulla destra la villa Cattaneo dell’Olmo, sede della Fondazione Ansaldo

A breve distanza sorge la seicentesca villa Cattaneo Delle Piane, detta dell'Olmo, sede della Fondazione Ansaldo, che raccoglie archivi cartacei, fotografie e filmati d'epoca provenienti da molte storiche aziende genovesi.

## Storia

### La fondazione

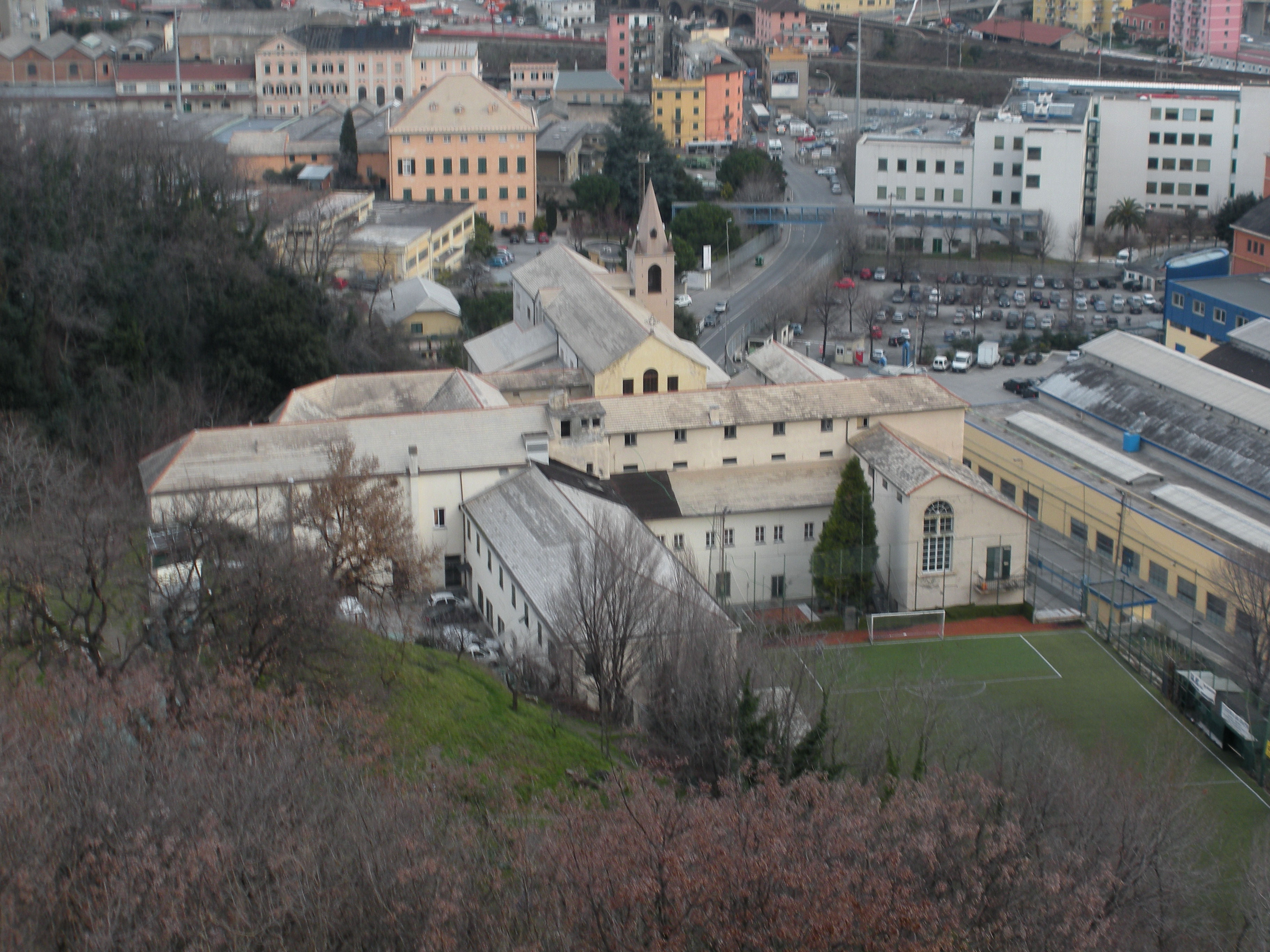
La badia del Boschetto vista dalla soprastante collina di Coronata

Nel 1311, il patrizio genovese Magnone (o Magnano) Grimaldi, come attestato da un'epigrafe conservata nella chiesa presso l'altare della cappella di S. Benedetto, fece costruire una cappella, della quale dal 1312 i Grimaldi e i loro eredi ebbero il giuspatronato. L'originaria cappella, che già intorno alla metà del secolo era citata come ecclesia (chiesa), era costituita da un'unica navata, larga otto metri e lunga quindici; dopo i vari rifacimenti intervenuti nel corso dei secoli, di essa restano poche tracce all'interno dell'attuale chiesa.
Nel 1410 vi si insediarono i benedettini, ai quali gli eredi di Magnone Grimaldi avevano donato la piccola chiesa (sacellum) intitolata a san Nicola e una piccola casa, che divenne la prima abitazione dei monaci. Nel 1415 la costituzione del nuovo monastero fu ufficialmente riconosciuta dal papa Martino V.
Nel corso del XV secolo, la stessa famiglia Grimaldi, insieme ai Doria, ai Lercari e agli Spinola, finanziarono la costruzione del monastero, che scelsero come luogo di sepoltura, arricchendolo di arredi e opere d'arte. L'originaria cappella, ampliata e incorporata nel complesso monastico, fu consacrata nel 1502 da mons. Domenico Valdettaro. vicario generale della curia genovese. Il complesso comprendeva anche uno spazioso ospitale per viandanti, trovandosi in corrispondenza di un guado sul Polcevera, lungo una via che passando attraverso il borgo di Rivarolo metteva in comunicazione Genova con Cornigliano e Sestri Ponente.
Nel 1507 la badia del Boschetto ospitò il re di Francia Luigi XII, venuto alla riconquista di Genova, come ricorda il Guicciardini nella Storia d’Italia:
(Francesco Guicciardini, Storia d’Italia, libro VII, cap. VI)
Così il Giustiniani nei suoi Annali descriveva il monastero intorno al 1530:
(Agostino Giustiniani, Annali della Repubblica di Genova, 1537)
In quel periodo crebbe l'importanza del monastero, alle cui dipendenze furono poste numerose chiese e monasteri benedettini della Liguria. A coronamento di questa supremazia, il 10 settembre del 1541 una bolla del papa Paolo III ne sancì l'erezione ad abbazia, in conseguenza dell'unione con l'abbazia cistercense di Rivalta Scrivia, sita nella diocesi di Tortona, autorizzata nel 1538 dallo stesso pontefice.
Alla guida del monastero si susseguirono eminenti personalità della congregazione benedettina, tra le quali viene ricordato il beato Nicolò di Prussia, che visse al Boschetto per 34 anni e vi morì il 23 febbraio 1456.

#### Blu di Genova
Nell'epoca di maggior splendore dell'abbazia, durante la settimana santa si svolgevano grandi celebrazioni, anche con la messa in scena di sacre rappresentazioni. In quell'occasione nella chiesa venivano esposte delle tele raffiguranti episodi della passione di Gesù, dipinti sulla robusta tela di fustagno blu utilizzata dagli scaricatori del porto detta blu di Genova, antenata della celebre tela jeans. Queste tele, complessivamente quattordici, realizzate fra il XVI e il XVIII secolo, sono oggi conservate nel Museo diocesano di Genova.

### La ristrutturazione barocca
Tra il Seicento e il Settecento, l'abbazia subì notevoli trasformazioni di gusto barocco, secondo la tendenza dell'epoca, che ne alterarono l'originaria struttura gotica e rinascimentale. Il rifacimento del complesso in stile barocco fu finanziato con una cospicua somma dalla famiglia Grimaldi.

### La decadenza
Con la guerra di successione austriaca, nella quale fu coinvolta la Repubblica di Genova, per il monastero iniziò un periodo di decadenza. Nei primi mesi del 1747 gli austriaci, cacciati da Genova nel dicembre 1746 in seguito alla rivolta iniziata con il leggendario episodio del Balilla, occuparono i dintorni da dove posero l'assedio alla città nel tentativo di riconquistarla. Tutta la Val Polcevera subì le pesanti conseguenze di questa occupazione. Il monastero fu occupato dalle truppe austriache ed i monaci dovettero trasferirsi in città, portando con sé l'archivio e buona parte degli arredi e delle opere d'arte; i monaci fecero ritorno al termine del conflitto, ma l'occupazione militare aveva prodotto numerosi danni al complesso. Nel maggio del 1797, nel corso dei tumulti popolari che portarono alla definitiva caduta del governo aristocratico, durante un'incursione nella chiesa furono distrutte molte delle insegne gentilizie che ornavano i sepolcri.
I monaci dovettero nuovamente lasciare il monastero nel 1810, a seguito delle leggi napoleoniche sulla soppressione degli ordini religiosi. Dopo il forzato abbandono dei monaci, i locali del monastero furono venduti a privati e divennero proprietà della famiglia Delle Piane, mentre gran parte degli arredi e delle opere d'arte andò disperso o trasferito ad altre chiese. Nella chiesa fu impiantata una fabbrica, mentre i locali del monastero divennero abitazioni. Nel 1870 i proprietari fecero riaprire la chiesa al culto.

### Il Novecento
I benedettini tornarono nel 1912; l'abbazia fu definitivamente soppressa nel 1939, ma i Benedettini vi mantennero un collegio fino al 1958. Negli anni cinquanta nell'ex-monastero furono ospitati operai provenienti da varie regioni del sud Italia che lavoravano alla costruzione dello stabilimento siderurgico dell'Italsider di Cornigliano. Nel 1960 il complesso fu affidato alla Piccola opera della Divina Provvidenza, che oltre ad officiare la chiesa, attraverso associazioni di volontariato promuove attività sociali e culturali.

### La badia del Boschetto oggi
Attualmente l'abbazia del Boschetto è sede di concerti, mostre e incontri culturali, curati da un'associazione di volontari (associazione insegnanti Maria Boer), che ha sede nel complesso ed organizza anche visite guidate, evidenzando il ruolo svolto nei secoli dall'abbazia a supporto sia di semplici viandanti che di importanti personalità che qui sostavano nei loro viaggi, prima o dopo il guado del torrente.
Nell'ex abbazia opera anche l'associazione Amici del Boschetto, un'associazione di volontari che si prefigge di valorizzare e tutelare lo storico complesso monastico, nel quale sono stati creati spazi anche per attività sociali e sportive: è attivo un centro diurno per anziani, un servizio di foresteria rivolto soprattutto a lavoratori trasfertisti e vi si trova un campo da calcio a sette giocatori in erba sintetica, realizzato nel 1967 ed oggi utilizzato come campo di allenamento della A.S.D. Fegino, che ha la propria sede sociale nei locali dell'ex-monastero.

## Descrizione storico-artistica
Il complesso comprende la chiesa, due chiostri e il monastero, nel quale sono oggi ospitate le varie associazioni di volontariato e la foresteria.
L'ingresso si trova in via del Boschetto, una breve mattonata che si distacca da corso F.M. Perrone. Si accede dapprima ad un cortile interno (quattrocentesco, ma rimaneggiato nel Cinquecento) con lo stemma dell'abbazia sopra l'ingresso e un breve colonnato. Sul lato sinistro del cortile si trova un portale in marmo attribuito a Battista da Bissone, che immette ad una porta laterale della chiesa.

### Chiostri
Dal cortile si accede all'andito che collega i due chiostri a portico, di forme rinascimentali, ispirati a modelli toscani:
- Il Chiostro grande fu costruito tra il 1492 e il 1519. Di forma quadrata, misura 22 m per lato. Su di esso si affacciano il refettorio, le celle dei monaci, l'appartamento dell'abate, la sala capitolare e la chiesa. Al centro si trova un pozzo, probabilmente già presente prima della costruzione del chiostro (forse fin dalla fondazione della primitiva cappella nel 1311), alimentato da una sorgente sottostante al monastero.[1]
- Il Chiostro piccolo (detto anche chiostro di foresteria) è il più antico. Di forma quadrangolare irregolare, fu realizzato fra il 1468 e il 1483. Su di esso si affacciavano i locali utilizzati per l'accoglienza dei pellegrini e l'infermeria.

### Chiesa
Dal chiostro grande si accede alla chiesa, i cui muri portanti conservano la struttura originaria trecentesca, mentre l'interno a tre navate è stato trasformato in stile barocco nel XVII secolo, tranne la quattrocentesca cappella di San Benedetto, in fondo alla navata sinistra, trasformazione cinquecentesca della primitiva cappella di Magnone Grimaldi. Alle pareti della cappella di San Benedetto, sono collocati due dipinti raffiguranti S. Benedetto e altri santi (1779) di B. Cattaneo e S. Benedetto, SS. Trinità, la Vergine di Francesco Campora (1693-1753).
In testa alla navata destra, la cappella-mausoleo del doge Giovanni Battista Lercari, detta cappella della Madonna, dove sono le tombe dello stesso doge, del figlio Stefano ed altri familiari. Gli affreschi che ornano la cappella sono opera di diversi artisti della metà del Cinquecento, in parte attribuiti a Perin del Vaga o, secondo altri, ai fratelli Calvi.
Trecentesco, ma rimaneggiato nel Quattrocento, è il campanile gotico, con una cuspide ottagonale centrale e quattro piccole cuspidi angolari quadrate.
Nella chiesa si trovano numerose tombe del Quattrocento e del Cinquecento, di vari esponenti delle famiglie Doria e Grimaldi e di alcuni dogi della Repubblica di Genova (Battista Spinola, Giovanni Battista Lercari, Alessandro Grimaldi e Luca Grimaldi). Tra queste, notevoli esempi di sculture sepolcrali dell'epoca sono considerate la tomba di Pellegrina Doria, della seconda metà del Cinquecento (un'arca marmorea con la figura giacente della defunta) e quella di Paolo Doria, nel presbiterio della cappella di San Benedetto, attribuita alla bottega di Giovanni Gaggini e datata 1474.

### Monastero
Il monastero è formato dagli edifici sul lato sud del complesso, edificati in epoche differenti. La zona più antica è quella a ponente, risalente all'originaria costruzione quattrocentesca. L'imponente struttura verso levante, affacciata su corso F.M. Perrone, costruita con i successivi ampliamenti, ha pianta a croce latina, secondo uno schema in uso nel Settecento. Dopo l'arrivo degli Orionini, nel 1960, parte dei locali sono stati ristrutturati e trasformati per accogliere le sedi delle associazioni e le moderne camere per gli ospiti.